# Франклинова чайка
Франклинова чайка (лат. Leucophaeus pipixcan) — вид птиц из семейства чайковых.

## Описание
Франклинова чайка длиной 32—36 см, размах крыльев составляет от 85 до 95 см, масса от 250 до 325 г. Она похоже на родственную ацтекскую чайку, однако, меньше по размеру, и коренастее с более округлой головой и более короткими ногами. Она очень быстро передвигается в поисках корма, походя тем самым на ржанок или песочников. У птицы в год происходит две линьки.
У взрослых птиц голова чёрного цвета. Веки широкие, белого цвета. Радужины черноватые. Клюв тёмно-красной окраски с тёмной полосой перед красной или оранжевой вершиной. В период гнездования клюв темнеет. Глотка багровая. Оперение верхней части тела тёмно-серое; шея, нижняя часть тела и хвост белые. Часто нижняя часть тела имеет розовый оттенок. Ноги от красно-оранжевого до черновато-коричневого цвета, темнее в период гнездования.

## Распространение
Область гнездования расположена в северной части Великих Равнин Северной Америки. На зимовку птицы мигрируют на тихоокеанское побережье Южной Америки.
Чайка гнездится на мелководных, заросших растительностью озёрах и на болотах, расположенных в североамериканской прерии. Редко её можно встретить на заливных лугах.

## Питание
Питание чайки состоит из насекомых и их личинок, а также дождевых червей. Реже из семян и других частей растений, мелких млекопитающих, рыб, ракообразных, улиток и других беспозвоночных. Приём пищи часто происходит в стае. Насекомых птицы часто ловят в полёте над болотами, а дождевых червей чайки добывают в близлежащем культурном ландшафте, следуя за пашущими сельскохозяйственными машинами. В районах зимовки важную роль играют рыбы и морские членистоногие.

## Размножение

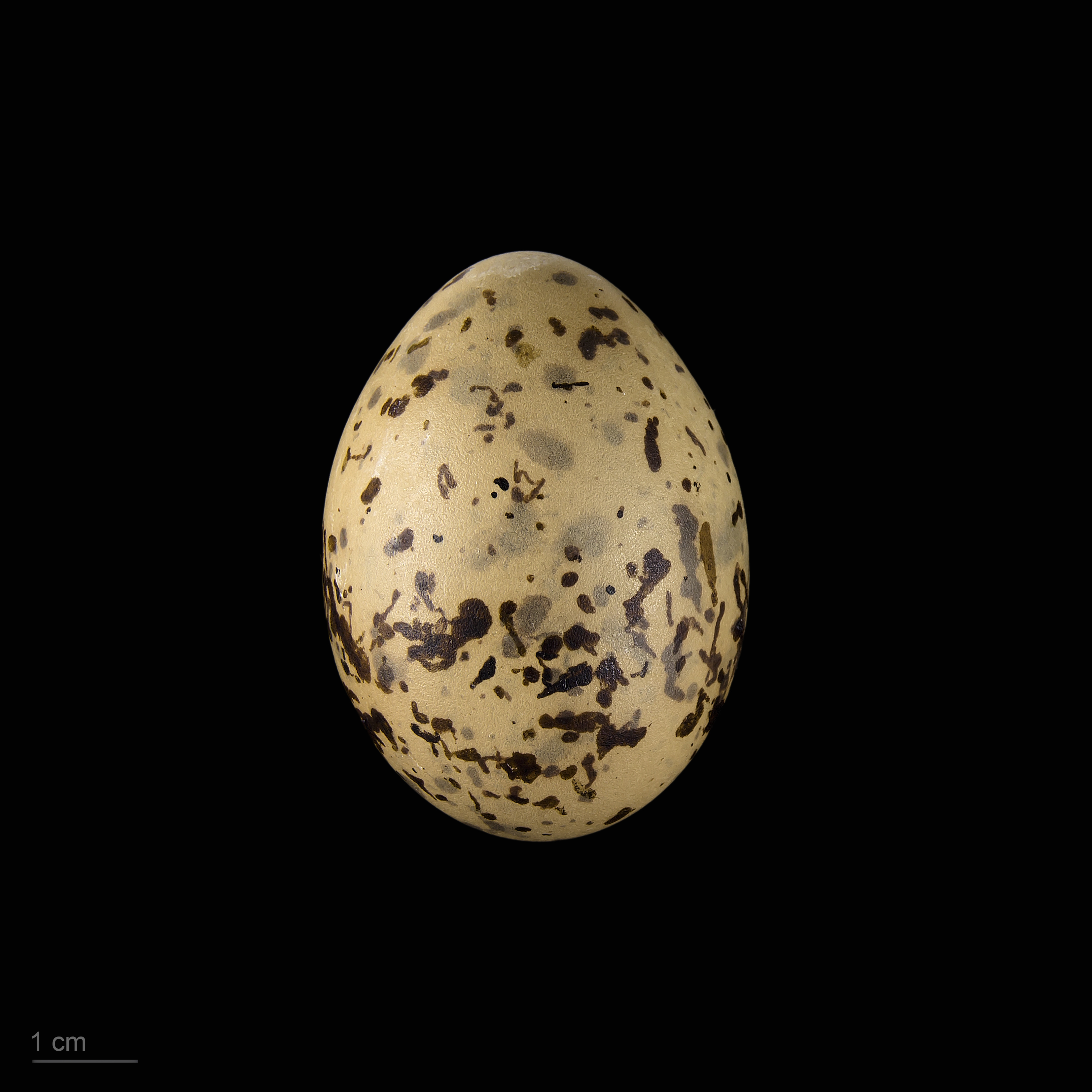
яйцо Leucophaeus pipixcan - Тулузский музей

Франклинова чайка гнездится в колониях, численность которых может составлять от нескольких сотен до более 10 000 гнездящихся пар. Гнездование происходит синхронно, так что с момента откладывания яиц и вылупления птенцов проходит 21 день.
Прилёт в места гнездования приходится с конца апреля до середины мая, образование пары происходит чаще незадолго до этого. Вид моногамный.
Гнёзда всегда сооружаются на воде. Они располагаются на сооружённых платформах, на плотинах ондатр или на плавающих частях растений. Гнездо состоит из относительно плоской платформы, грузовой платформы, ведущей к воде и чаши, которая медленно растёт в течение периода гнездования, так как гнездо медленно опускается в воду, оно постоянно расширяется. Перед откладыванием яиц гнёзда были диаметром в среднем 43 см, к началу периода гнездования около 80 см. Примерно 14 см возвышались над водой, 11 см лежали под её поверхностью. Незадолго до появления птенцов гнёзда имели в среднем диаметр 102 см, 20—40 см располагались как над, так и под поверхностью воды. Свободные гнёзда полностью разрушались в течение 2—3-х ч.
В строительстве гнёзд участвуют оба пола. Если самец не нашёл самку в течение одной недели, оно может построить только платформу гнезда, однако, гнездо останется незаконченным, пока он не найдёт самку.
Кладка яиц происходит примерно через одну неделю после начала строительства гнезда. В кладке от 2-х до 4-х (чаще 3, реже 4) яиц. Они гладкие, овальной или кругло-овальной формы, кремового, зеленоватого или от каштанового до тёмно-коричневого цвета с черноватыми крапинами. Длина яйца составляет 52 мм, ширина — 37 мм. Оба родителя высиживают кладку от 23 до 26 дней.
Птенцов кормят оба родителя примерно 35 дней. Через 8—10 дней после того, как птенцы встанут на крыло, они остаются вместе с родителями. Примерно через 2 недели птицы покидают колонию.